# La Fabrique de chaises à Alfortville
La Fabrique de chaises à Alfortville est un tableau peint par Henri Rousseau en 1897. Cette huile sur toile représente une fabrique de chaises à Alfortville, tout comme La Fabrique de chaises. Partie de la collection Jean Walter et Paul Guillaume, elle est conservée au musée de l'Orangerie, à Paris.